# Леонтьевский сельский округ (Московская область)
Леонтьевский сельский округ — упразднённая административно-территориальная единица, существовавшая на территории Ступинского района Московской области в 1994—2006 годах.
Леонтьевский сельсовет был образован в первые годы советской власти. По данным 1922 года он входил в состав Верховлянской волости Коломенского уезда Московской губернии.
В 1926 году Леонтьевский с/с включал деревни Леонтьево и Покровка.
В 1929 году Леонтьевский с/с был отнесён к Малинскому району Коломенского округа Московской области.
17 июля 1939 года к Леонтьевскому с/с было присоединено селение Новоселки упразднённого Новоселковского с/с, а также селения Авдулово-1, Авдулово-2, Владимирово и Ляхово упразднённого Дорковского с/с.
28 декабря 1951 года из Леонтьевского с/с в Колединский было передано селение Новосёлки.
14 июня 1954 года к Леонтьевскому с/с был присоединён Куртинский сельсовет.
30 декабря 1956 года к Леонтьевскому с/с были присоединены селения Большое Лупаково, Верховлянь, Костомарово, Пасыкино, Орешково, Оглоблино, Утенково, дома госконюшни и посёлок подсобного хозяйства «Шматово» упразднённого Верховлянского с/с, а также селения Алфимово, Еганово, Новоселки, посёлок усадьбы совхоза «Красная Заря» и им. 2-й пятилетки Малинского с/с. При этом из Леонтьевского с/с в Бортниковский были переданы селения Гладково, Куртино, Любановка, Матчино и Родоманово.
7 декабря 1957 года Малинский район был упразднён и Леонтьевский с/с был передан в административное подчинение городу Ступино.
25 сентября 1958 года к Леонтьевскому с/с было присоединено селение Любановка упразднённого Бортниковского с/с.
3 июня 1959 года Леонтьевский с/с вошёл в новообразованный Ступинский район.
20 августа 1960 года Леонтьевский с/с был упразднён, а его территория передана в Алфимовский с/с.
5 апреля 1967 года Леонтьевский с/с был восстановлен путём выделения из Алфимовского с/с. В его состав вошли селения Авдулово-1, Авдулово-2, Владимирово, 2-я Пятилетка, Госконюшня, Дорки, Захарово, Красный Котельщик, Леонтьево, Любановка, Ляхово, Оглоблино, Орешково, Пасыкино, Спасское и Утенково.
2 февраля 1968 года из Дубневского с/с в Леонтьевский были переданы селения Горностаево и Харино
3 февраля 1994 года Леонтьевский с/с был преобразован в Леонтьевский сельский округ.
19 мая 2001 года в Леонтьевском с/о упразднён посёлок станции 23-й км.
9 июля 2003 года в Леонтьевском с/о посёлок станции Яганово был переименован в Новоеганово.
В ходе муниципальной реформы 2004—2005 годов Леонтьевский сельский округ прекратил своё существование как муниципальная единица. При этом все его населённые пункты были переданы в сельское поселение Леонтьевское.
29 ноября 2006 года Леонтьевский сельский округ исключён из учётных данных административно-территориальных и территориальных единиц Московской области.